# Volare (película para TV)
Volare es una película para televisión producida y emitida por TV3 (Cataluña) el año 2012. Se trata de una comedia con toques de misterio y fantasía centrada en un grupo de amigos aficionados al estudio de los sueños. Está dirigida por Joaquín Oristrell y protagonizada por Joel Joan y Úrsula Corberó.

## Argumento
Un grupo de amigos aficionados al estudio de los sueños se reúnen un fin de semana en una casa de campo. Al despertarse después de pasar la primera noche, Jonás (Joel Joan), forense de profesión, se encuentra en su cama con Lila (Úrsula Corberó), una chica a la que le había practicado una autopsia el día anterior.

## Reparto
- Joel Joan - Jonàs
- Úrsula Corberó - Lila/Malva
- Ramón Madaula - Gabriel
- Carme Balagué - Pau
- Lluís Villanueva - Dídac
- Dolo Beltrán - Fàbia
- Peter Vives - Ivan
- Marina Gatell - Elisa
- Albert Ribalta - Llorenç
- Anna Rua - Gonzàlez
- Jordi Borràs - Adrià